# Akmačići (Nova Varoš)
Pour les articles homonymes, voir Akmačići.
Akmačići (en serbe cyrillique : Акмачићи) est un village de Serbie situé dans la municipalité de Nova Varoš, district de Zlatibor. Au recensement de 2011, il comptait 338 habitants.

## Démographie
| 1948 | 1953 | 1961 | 1971 | 1981 | 1991 | 2002 | 2011 |
| ---- | ---- | ---- | ---- | ---- | ---- | ---- | ---- |
| 453  | 493  | 522  | 430  | 420  | 398  | 420  | 338  |

|  |